# غزال (جنس)
الغزال (الاسم العلمي: Gazella) هو جنس من الثدييات تتبع فَصيلة البقريات وفُصيلة الظبائيات، يعيش في سهوب إفريقيا وآسيا .
جميع أنواع هذا الجنس تسمى "غزال"، لكن الأنواع الأخرى خارج هذا الجنس تحمل هذا الاسم أيضًا (طالع مقالة غزال).
أنواع هذا الجنس هي ظباء صغيرة ونحيلة ورشيقة وسريعة الجري للغاية. يمكن أن تصل سرعة البعض إلى أكثر من 100 كم/سا لمسافة عدة مئات من الأمتار أو الركض بسرعة 90 كم/سا لمسافات أطول تتراوح من 30 إلى 80 كم ولديها أيضًا القدرة على الركض بقفزات كبيرة. توجد معظم هذه الغزلان في السافانا الإفريقية وجنوب آسيا والصحراء الكبرى.
حيوانات هذا الجنس عاشبة ومجترة؛ تتغذى على الأعشاب والنجيليات وأوراق الجنبات... يمكن لبعض الغزلان البقاء من دون ماء لفترة طويلة.

## الأنواع
حسب Catalogue of Life:
- الأعفر، Gazella arabica (ليختنشتاين، 1827)
- غزال هندي، Gazella bennettii (سايكس، 1831)
- غزال الأطلس، Gazella cuvieri (أوجيلبي، 1841)
- الآدم، Gazella dorcas (لينيوس، 1758)
- غزال إرلنغر [الإنجليزية]، Gazella erlangeri (نُويْمَان، 1906)
- غزال الجبل، Gazella gazella (بالاس ، 1766)
- رئم إفريقي، Gazella leptoceros (F. كوفييه، 1842)
- غزال سبيك، Gazella spekei (بليث، 1863)
- غزال درقي، Gazella subgutturosa (غولدنشتيت، 1780)

## معرض الصور

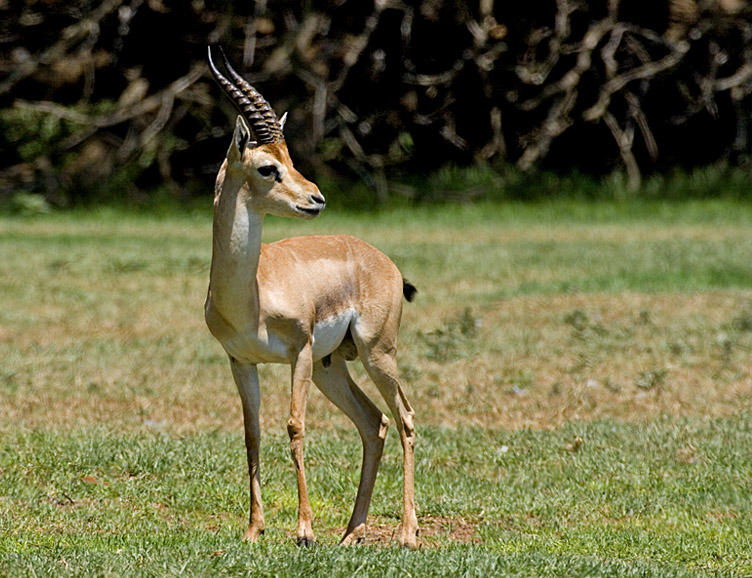
غزال الجبل (ذكر)
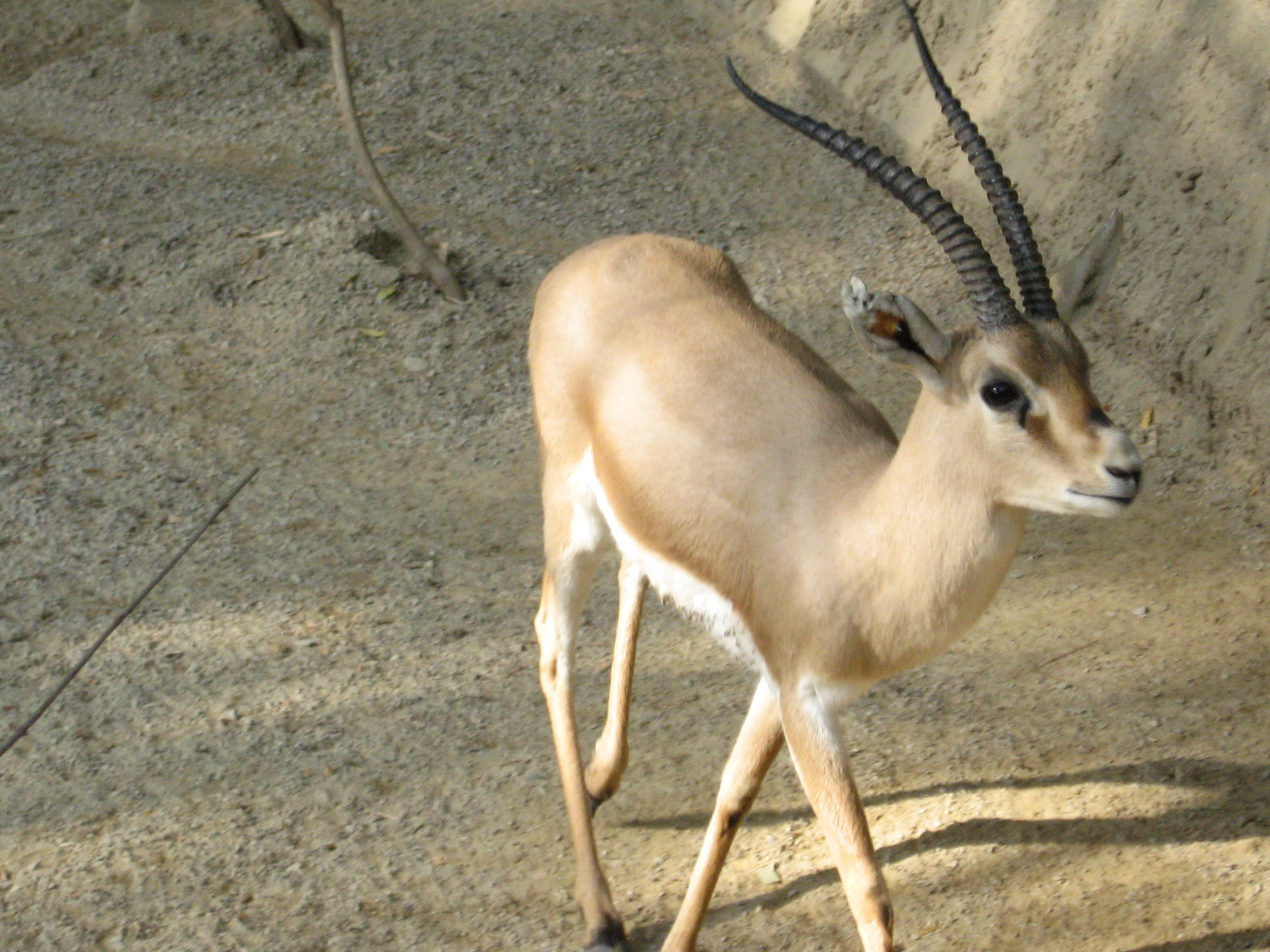
رئم إفريقي (ذكر)
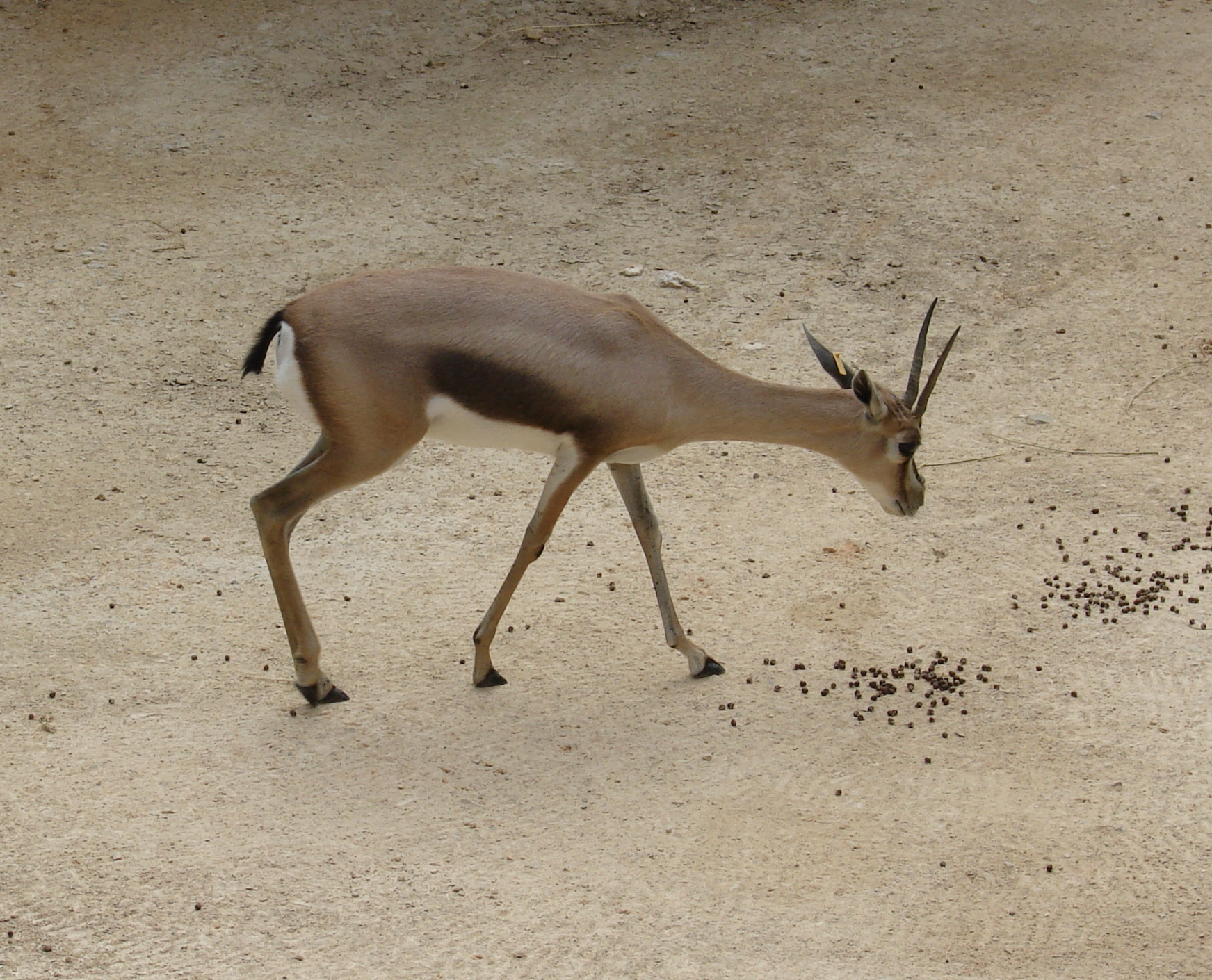
غزال سبيك (أنثى)
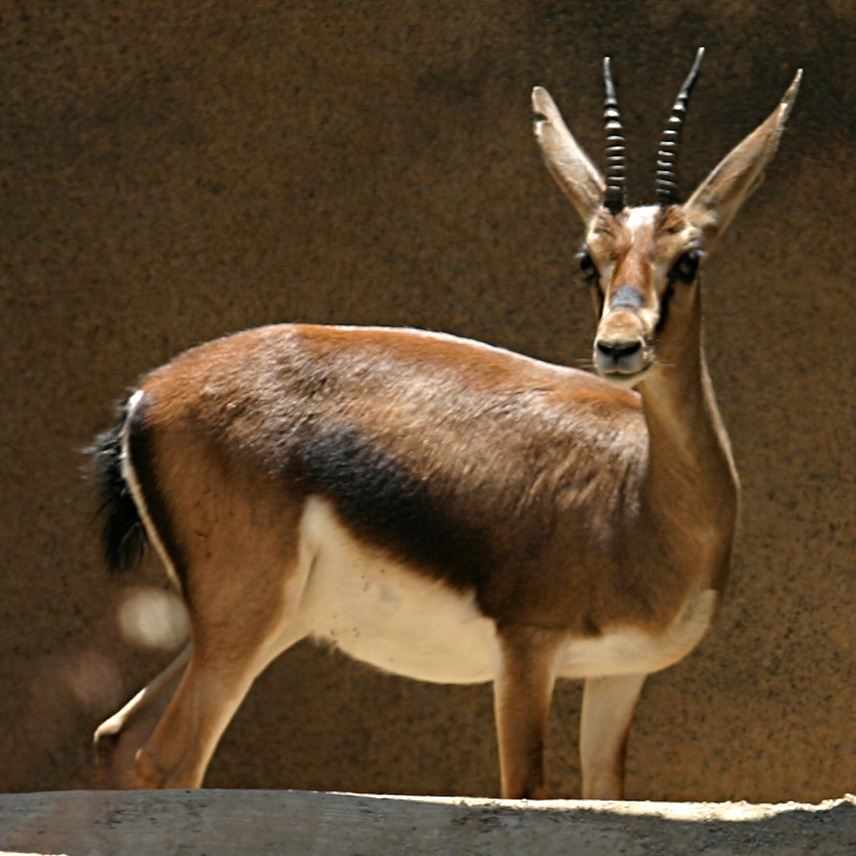
غزال الأطلس (أنثى)
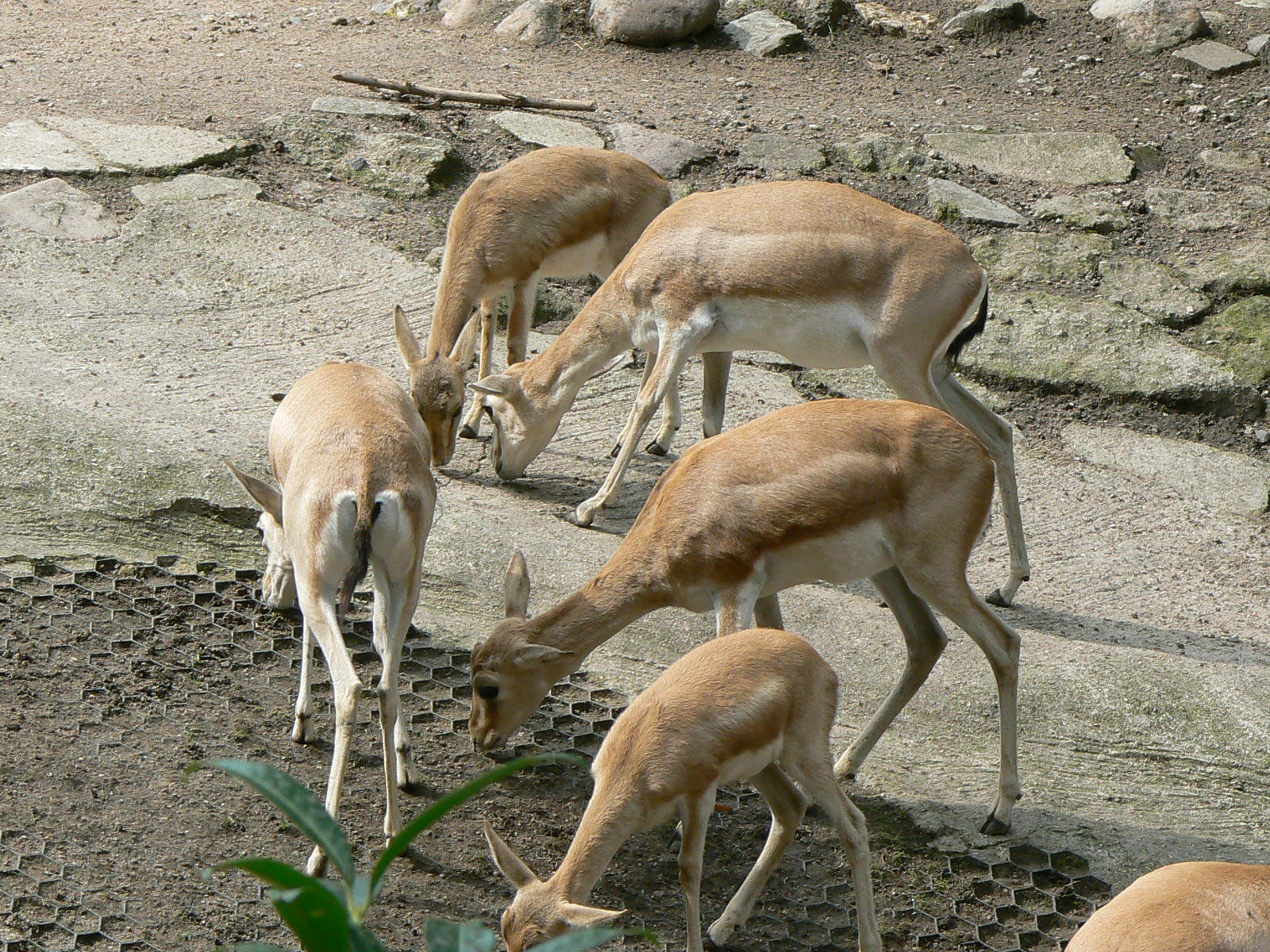
غزال درقي (أنثى وصغار)
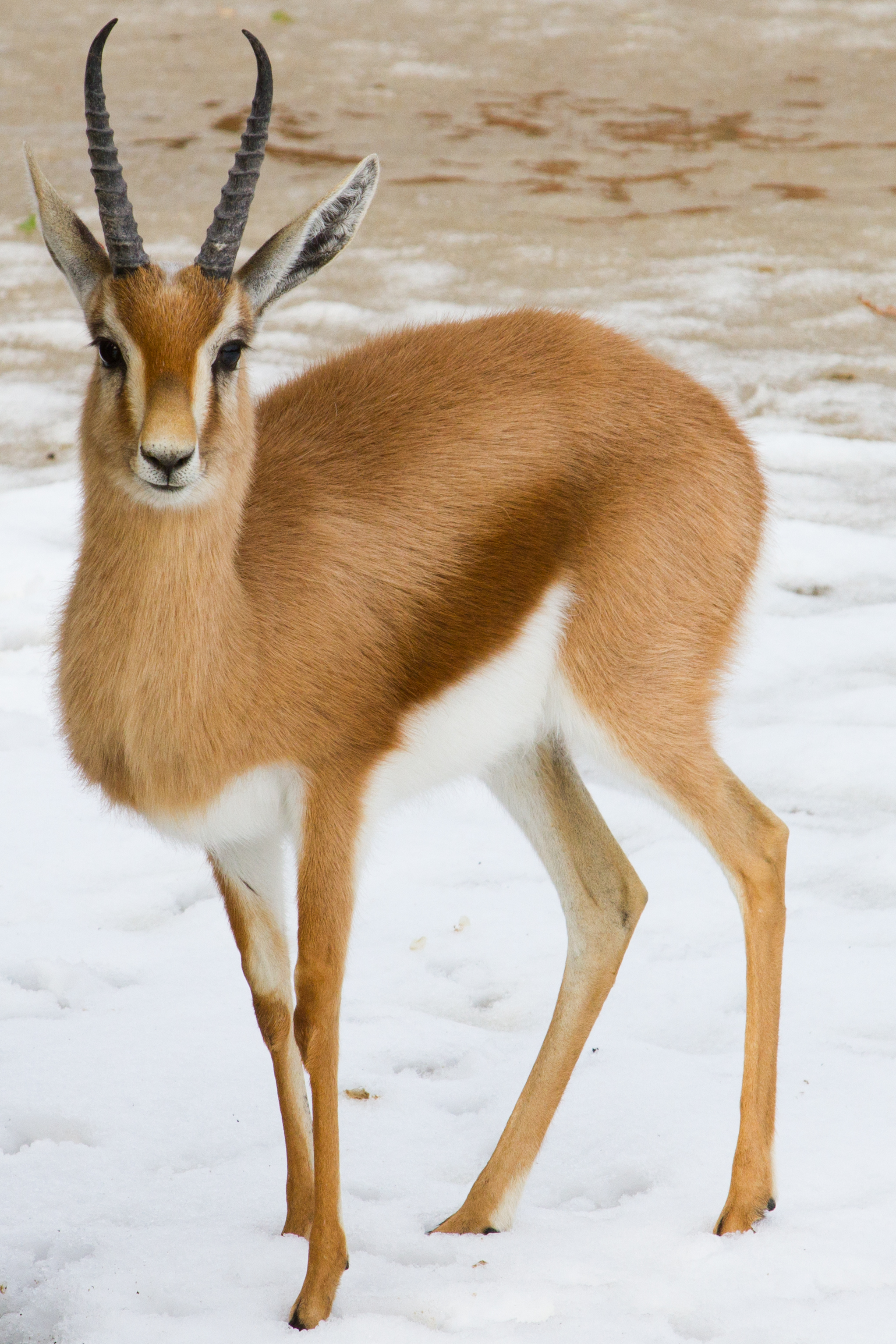
آدم (ذكر)